# Inekon Group
Inekon Group або Inekon Trams — виробник трамваїв у Чехії та постачальник нових трамваїв до кількох міст Чехії та Сполучених Штатів. 
 
Компанія також здійснює модернізацію та ремонт трамваїв, а також реконструкцію колій. 

## Історія

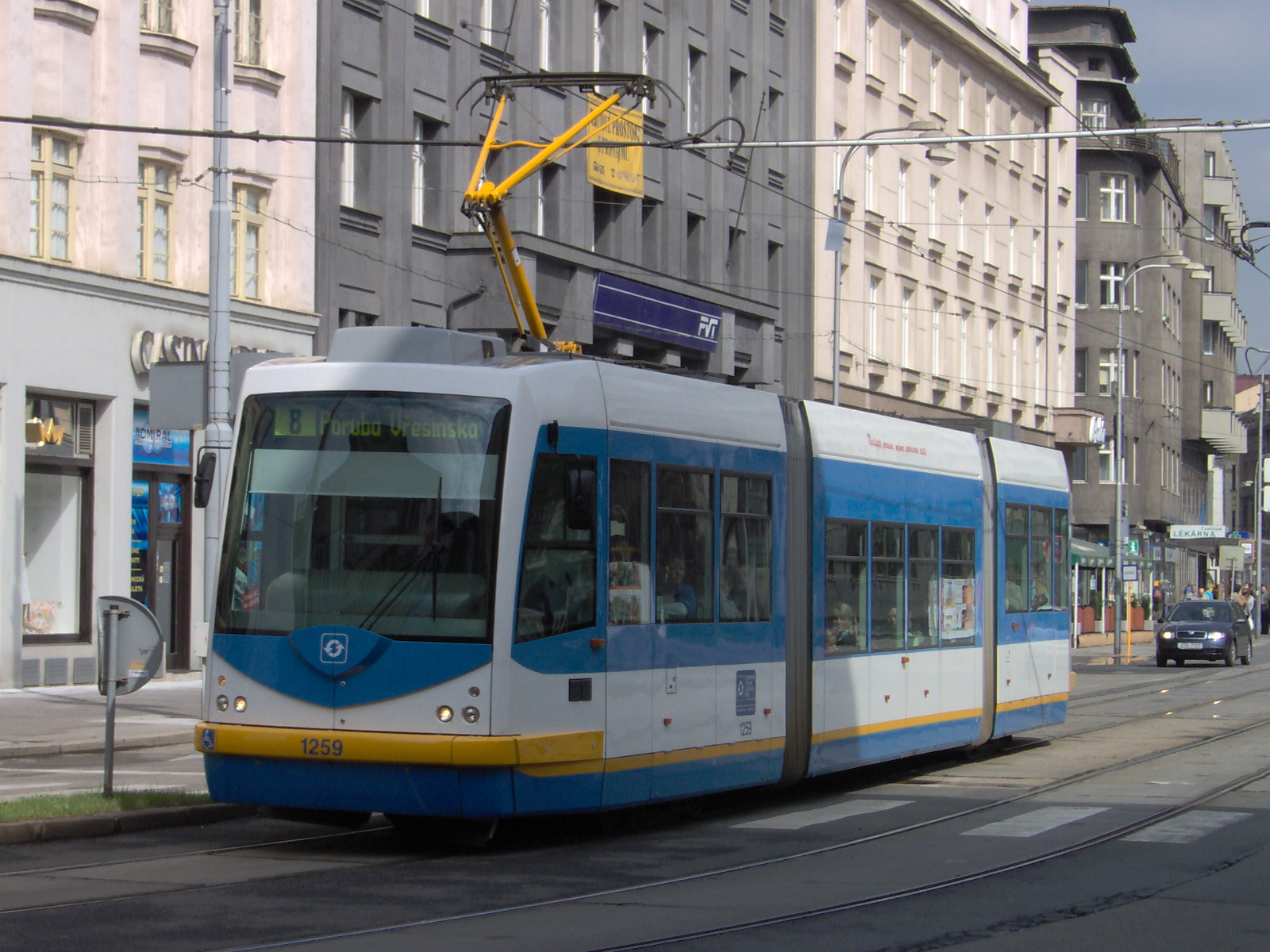
Inekon 01-Trio в Остраві

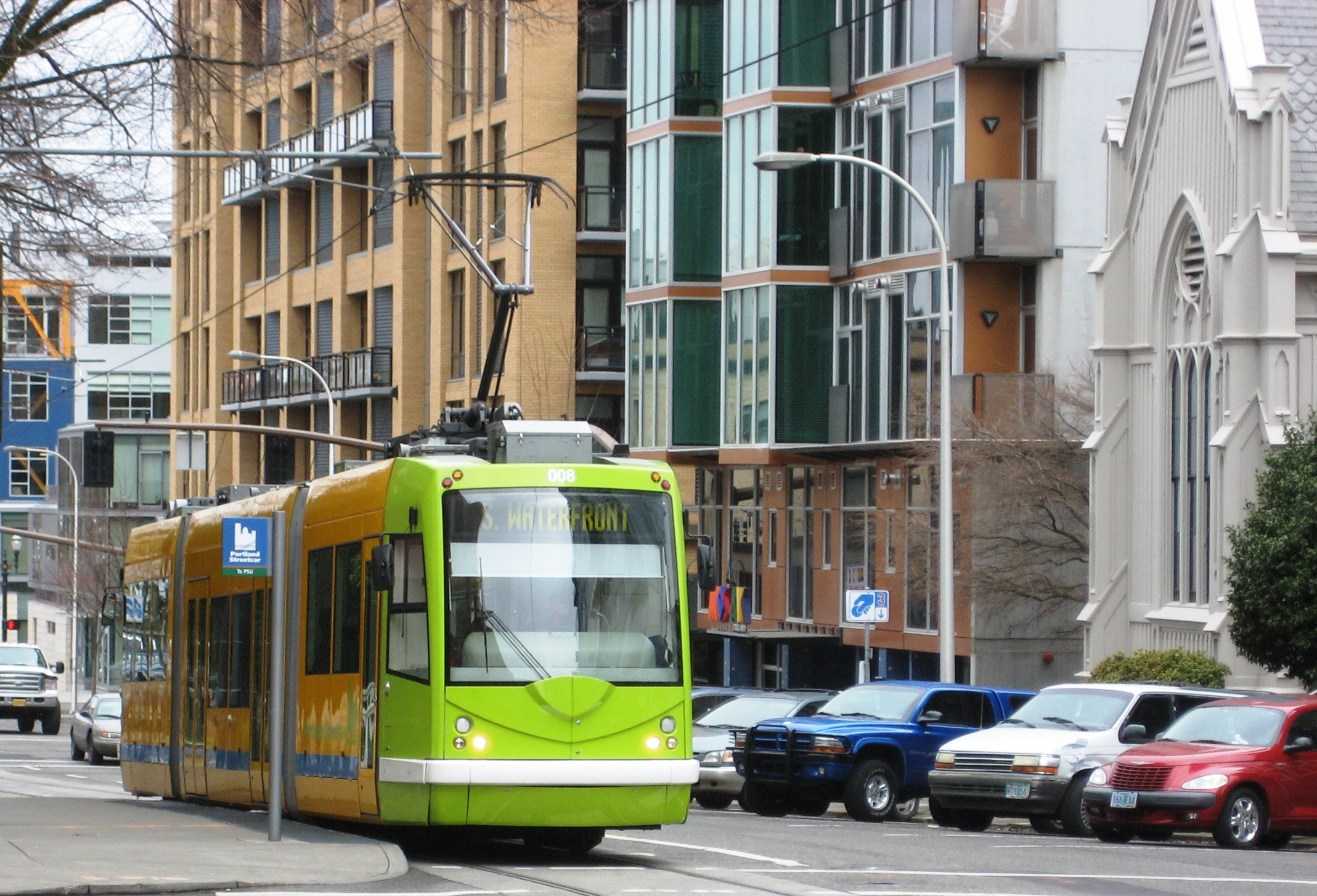
Inekon 12-Trio 2006 року випуску у Портланді

Створена у 2001 році компанія спочатку була спільним підприємством Inekon Group і Остравського громадського транспортного агентства (Dopravní Podnik Ostrava або DPO) і називалася DPO Inekon. 
  
Назва була змінена на Inekon Trams у 2005 році, після того, як Inekon Group придбала акції DPO та стала одноосібним власником, але потужності DPO в Остраві продовжують використовуватися для більшості виробництва та складання. 

На початку 1990-х Inekon Group намагалася отримати контроль над ČKD, яка на той час була однією з найбільших машинобудівних компаній у країні, яка випустила майже 20 000 трамваїв, у тому числі 14 000 Tatra T3. 
Попри те, що спроба придбати компанію не увінчалася успіхом, деякі працівники ČKD були незадоволені новими власниками та вирішили перейти до Inekon. 
Так, Inekon Group придбала інженерів одного з найбільших у світі виробників трамваїв. 

З 1996 
 
до 2001/2002 материнська компанія Inekon Group брала участь у спільному підприємстві з Škoda Transportation Systems, відомому як Škoda-Inekon, для виробництва трамваїв. 

Більшість механічних проектних робіт виконала дочірня компанія Inekon Group Kolejová Doprava (у Празі), тоді як виробництво здійснювалося компанією Škoda (у Пльзені), а електричне силове обладнання виготовили Škoda та австрійська компанія Elin EBG Traction. 
 
Маркетингом також займався Inekon Group. 
 
Партнерство «Škoda-Inekon» побудувало модель «Astra», однонаправлену версію якої, модель 03T, було поставлено в кілька чеських міст, а двонаправлену версію, модель 10T, було поставлено до двох міст США (Портленд і Такома).
Партнерство припинилося у 2001 році, і сильні розбіжності призвели до того, що обидві компанії подали позови проти іншої. 
 
Škoda продовжувала виробляти деякі з тих самих моделей самостійно, зберігаючи ті самі позначення моделей (наприклад, 03T), які спочатку були прийняті під брендом Škoda-Inekon, але без участі Inekon. 
 
Inekon створив нове спільне підприємство з DPO для виробництва, 
 
використовуючи майстерні DPO в Мартинові, 

 
але проектування та розробку нових трамваїв продовжувала здійснювати «Kolejová Doprava», яка залишається дочірньою компанією групи Inekon. 
 
З цієї причини Inekon 01-Trio майже ідентичний до Škoda 03T у більшості аспектів, тоді як те саме стосується Inekon 12-Trio та Škoda 10T відповідно. 
Портлендський трамвай, має рухомий склад із семи вагонів Škoda-Inekon 10T (вироблених у 2001-2002 роках), трьох вагонів Inekon 12-Trio та одного новішого вагона 10T, виготовленого United Streetcar за ліцензією від Škoda, і всі одинадцять мають однакові габаритні розміри, конфігурацію та інші технічні характеристики, а також використовувати в основному однакові комплектуючі.
«Škoda» та «Inekon Group» врегулювали свої розбіжності у 2006 році та навіть уклали новий альянс спеціально для отримання великого контракту на нові трамваї для Торонто 

але цей контракт було укладено з іншим виробником, і з того часу дві компанії продовжували працювати окремо.

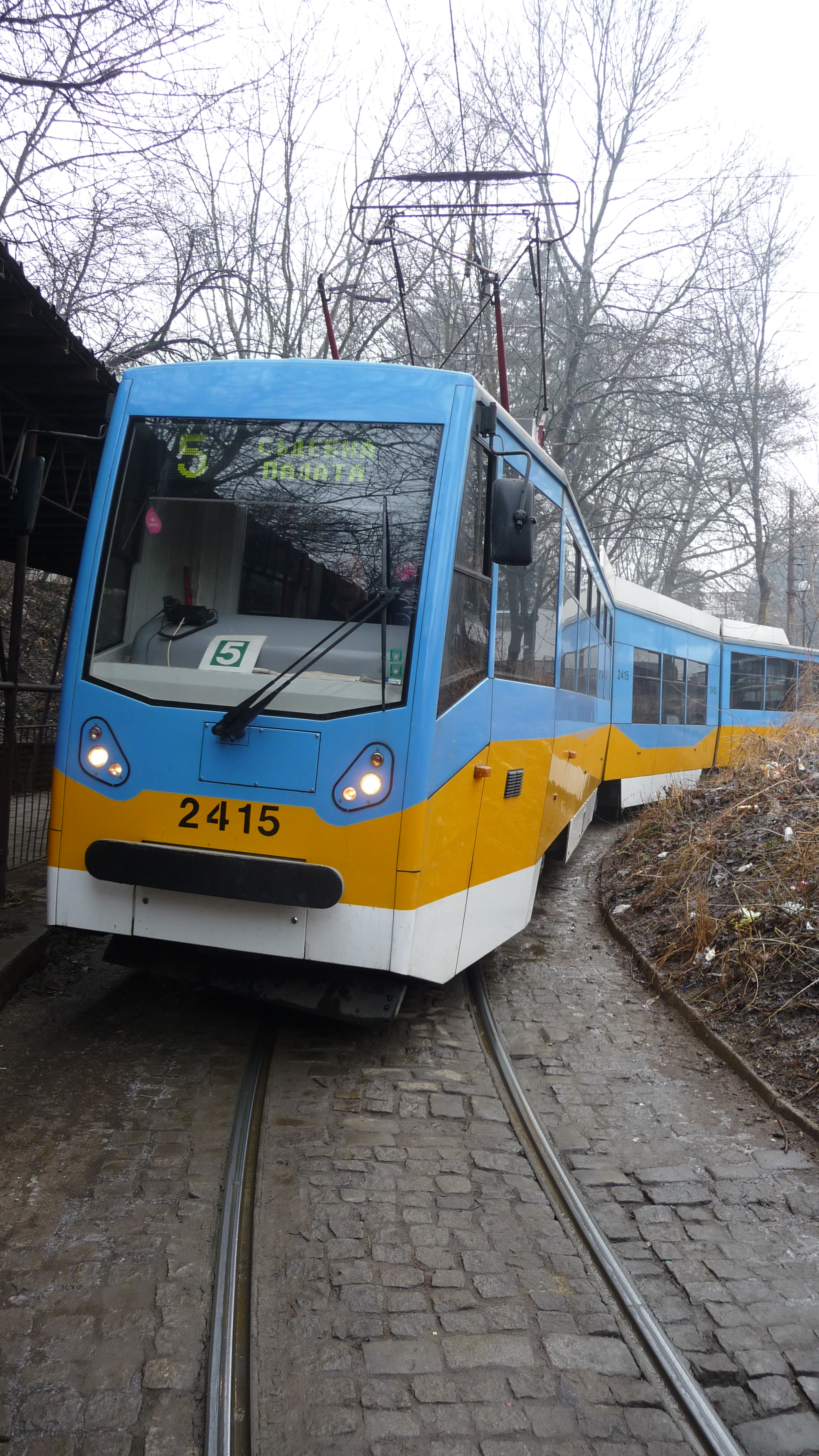
Відремонтований трамвай Inekon у Софії, Болгарія

Першим трамваєм, завершеним компанією DPO-Inekon, був вагон 1251 трамвайної системи Острави, Тріо, поставлений у 2002 році.

 
Перейменована на «Inekon Trams» у 2005 році, компанія розробила додаткові конструкції трамваїв і розширила роботу на інші види робіт, зокрема капітальний ремонт модернізація старих трамваїв 
 
і реконструкція та модернізація колій. 

Трамвайна система в Іжевську, Росія, уклала з Inekon контракт на 1 мільйон євро на ремонт колій у 2006 році 
, 
а місто Уфа також уклало з Inekon контракт на модернізацію трамвая. 
 
Трамваї модернізовано у Софії, Болгарія,

 
та інших містах.
У 2007 році трамвайні мережі Портланду та Сіетла отримали по три вагони «Inekon 12-Trio» кожна, причому всі шість були виготовлені та зібрані у Чехії.
У 2011 році компанія Inekon виграла тендер на 6 нових трамваїв для лінії «First Hill» трамвайної мережі Сіетла. 
Чеська компанія співпрацювала з компанією «Pacifica Marine», що базується в Сіетлі, компанією з ремонту транспортних засобів, щоб відповідати вимогам щодо 60% американського вмісту, необхідного для того, щоб проект відповідав вимогам федерального фінансування. 
Хоча виробництво основних деталей все ще відбуватиметься в Чехії, збірку, фарбування та випробування для цього замовлення мала здійснити американська компанія. 
У той час «Inekon» і «Pacifica» планували також подати заявку на трамвайні проекти в інших містах США, з планами зрештою повністю почати будувати трамваї в США, подібно до партнерства «United Streetcar» зі «Škoda».

Пізніше замовлення в Сіетлі було розширено з одного вагона до семи, але після того, як виробництво відстало від графіка, плани щодо складання в США були скорочені. 
Три з нових вагони для Сіетла були зібрані в Чехії, і лише чотири Pacifica Marine у Сіетлі. 
Три трамваї Inekon, придбані Сіетлом раніше, у 2007 році, були моделлю 12-Trio, тоді як нові вагони, придбані Сіетлом у 2013–15 роках, є 121-Trio, що здатний працювати лише від акумуляторів (без живлення від контактної мережі) певен час. 

Через низькі обсяги виробництва виробництво трамваїв Inekon було збитковим, і материнська компанія змушена субсидувати трамвайний підрозділ за рахунок інших видів діяльності, таких як будівництво великих цементних заводів (зараз планується або будується в Єгипті, Марокко, Сирії та В’єтнамі), модернізація поїздів, а також залізничних коридорів і будівництво великих очисних споруд (в Ірландії, Нідерландах, Італії, Латвії тощо). Тим не менш, Inekon зберігає потужності для виробництва трамваїв, а також для їх розвитку, прагнучи продавати їх, особливо в Америці, Росії та Китаї.

## Моделі трамваїв
Моделі нових трамваїв, які зараз доступні: серії Trio, Superior і Pento. 
Усі моделі мають низьку підлогу, частково або повністю, і зчленовані. 

### Trio
Trio — трисекційний і чотириосьовий (два візки) вагон, в якому площа низької підлоги становить 50% усієї площі підлоги вагону. 
Загальна довжина становить 20,13 м².
01-Trio — одностороння (односпрямована) версія, серед покупців якої (станом на 2008 рік) були транспортні агентства в Оломоуці та Остраві. 

  
Перший вагон був побудований у 2002 році для трамвайної мережі Острави (DPO).
12-Trio — двостороння (двоспрямована) модель, призначена для експорту. 
Стандартна модель позначається як 12-Trio, але у 2012–13 роках компанія Inekon представила варіант, який може обмежено працювати лише від батарейок, і він отримав назву 121-Trio. 
Станом на 2016 рік модель 121 купував лише Сіетл.
Трамваї цього типу придбали три міста США, а саме:
- Трамвай Портленда: 3 вагони (№ 008–010), побудовані у 2006 році та поставлені у 2007 році[3]
- Трамвай Сіетла: 10 вагони до 2016 року. Перше замовлення було на 3 вагони, доставлені у 2007 році.[3] Ще шість вагонів було замовлено наприкінці 2011 року для використання на запланованій другій лінії[24] і це модель 121-Trio, здатна частину часу роботи в автономному режимі. Сьомий автомобіль був доданий до замовлення наприкінці 2012 року. Постачання почалося у 2015 році[29].
- Департамент транспорту Вашингтона, округ Колумбія, для трамвайної лінії: 3 вагони, завершені у 2007 році[30], але не відправлені в США до кінця 2009 року через затримки у будівництві трамвайної лінії та вагонного приміщення (будівля для зберігання та обслуговування) у Вашингтоні.

Усі дев’ять стандартних вагонів 12-Trio, вироблених у 2006–2007 роках, були оснащені системами керування силовою установкою виробництва Elin EBG.

### Інші моделі
Модель Inekon 04, Superior, — трисекційний 32,6-метровий односпрямований вагон та 50% низькопідлоговий.Жодного трамвая такої конструкції досі не було побудовано.
Модель Inekon 11, Pento, по суті, є довшою версією Trio. 
 
Це п’ятисекційний односпрямований вагон завдовжки 30,2 м та 64% площі низької підлоги. 

Модель Inekon Superior Plus була розробленою спільно зі Škoda у 2008 році для пропозиції Транзитної комісії Торонто на 204 нових трамваї. Це 100% низькопідлоговий трамвай, розроблений для того, щоб відповідати особливим вимогам трамвайних колій Торонто, особливо його надзвичайно малим радіусом кривих 10,973 м. 
 
Зовнішній вигляд трамвая створив дизайнер Патрік Котас, який також відповідає за зовнішній вигляд найновішого трамвая Škoda 15T. 
 
Консорціуму «Škoda-Inekon» не було дозволено брати участь у тендері, який зрештою виграв Bombardier Transportation, з його Flexity Outlook, який відповідав вимогам Комісії щодо канадського вмісту. 